# Franciszek Smuglewicz

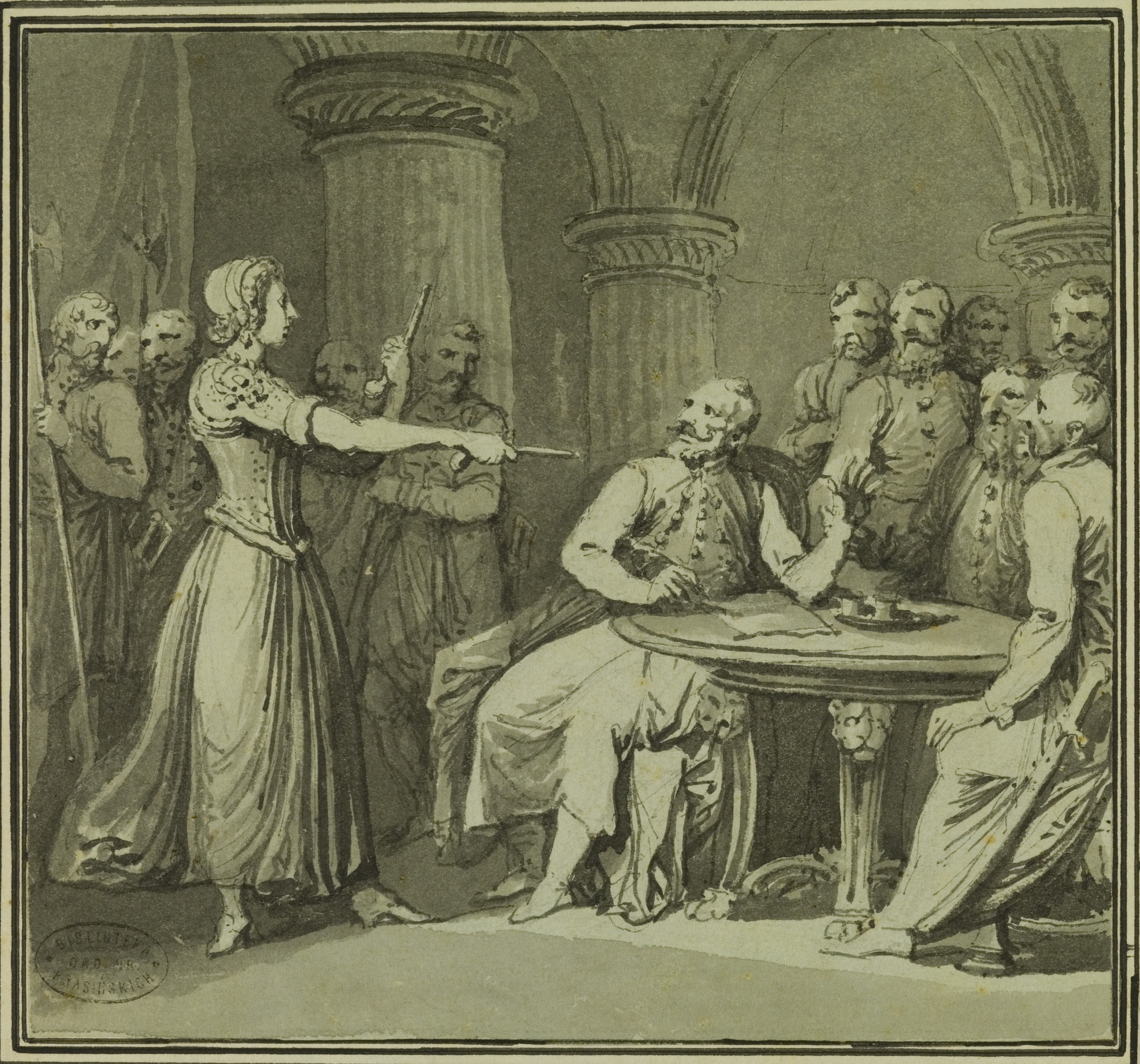
Grafika Franciszka Smuglewicza

Franciszek Smuglewicz (ur. 6 października 1745 w Warszawie, zm. 18 września 1807 w Wilnie) – polski malarz i rysownik; syn Łukasza, brat Antoniego.

## Życiorys
Jego pierwszym nauczycielem malarstwa był ojciec, Łukasz Smuglewicz, później kształcił się pod kierunkiem Szymona Czechowicza. W 1763 wyjechał do Rzymu, gdzie pobierał nauki u Antonio Maroniego. W 1765 uzyskał stypendium króla Stanisława Augusta Poniatowskiego i wstąpił do rzymskiej Akademii Świętego Łukasza, gdzie kontynuował edukację artystyczną. W tym czasie działał  w kręgu Johanna Joachima Winckelmana  i malarza Antona Raphaela Mengsa. W Rzymie wykonał dekorację wnętrz kościoła św. Stanisława, współpracował także z Vincenzo Brenną przy inwentaryzacji pałacu Nerona (Domus Aurea). W celach edukacyjnych kopiował również dzieła mistrzów.
W 1784 powrócił do Polski, początkowo do Warszawy, a od 1795 zamieszkał na stałe w Wilnie. Na Uniwersytecie Wileńskim objął kierownictwo nowo powstałej Katedry Rysunku i Malarstwa (1797). Był to początek tzw. wileńskiej szkoły malarskiej. W latach 1800–1801 na zaproszenie cara Pawła I przebywał w Petersburgu, gdzie wykonał dekorację malarską zamku Michajłowskiego.
Oprócz dzieł o tematyce historycznej (Cesarz Tytus nadaje prawa Rzymianom, 1785; Sesja Sejmu Czteroletniego 3 maja 1791, 1793; Przysięga Tadeusza Kościuszki na Rynku w Krakowie, 1797; Posłowie scytyjscy przed Dariuszem, po 1785), jak i alegorycznej (Kościuszko ratujący Polskę przed grobem) malował obrazy religijne (Wskrzeszenie Piotrowina), a także portrety (Portret rodziny Prozorów, 1789). Nie gardził również zleceniami na dzieła okolicznościowe (Zatwierdzenie ustawy nadanej włościanom w Pawłowie w 1769 r. przez Pawła Ksawerego Brzostowskiego, 1795). Jest autorem cyklu akwarel przedstawiających zabytki architektury Wilna (1785–1786), w tym rozebrane w XIX wieku mury obronne z bramami miejskimi.
W 1790 rozpoczął (nigdy niedokończony) cykl rysunków do serii graficznej Obrazy historii polskiej w stu rycinach będący ilustracją do Historii narodu polskiego pióra Adama Naruszewicza.
Wspólnie z bratem Antonim namalował freski w pałacach w Dobrzycy, Śmiełowie i Lubostroniu, a także, w 1803 fresk w sali biblioteki Uniwersytetu Wileńskiego przedstawiający dwanaście postaci antycznych (Sokrates, Plutarch, Pindar, Anakreon, Hezjod, Heraklit, Arystoteles, Eurypides, Diogenes, Homer, Archimedes i Platon).
Siedem jego dzieł zdobi wnętrze kościoła Trójcy Świętej w najstarszym sanktuarium w Polsce na Świętym Krzyżu: „Trójca Przenajświętsza” [360 × 250 cm]; „Śmierć św. Józefa”; „Święty Emeryk”; „Święta Scholastyka na rozmowie z rodzonym bratem Benedyktem”; „Najświętsza Maryja Panna Niepokalanie Poczęta”, „Śmierć Świętego Benedykta” oraz "Znalezienie Krzyża Chrystusa przez Świętą Helenę".
Jego uczniami byli, między innymi: Józef Oleszkiewicz, Józef Peszka, Maciej Topolski i Mateusz Tokarski.
Franciszek Smuglewicz został pochowany na Litwie w Wilnie na cmentarzu Na Rossie.

## Galeria

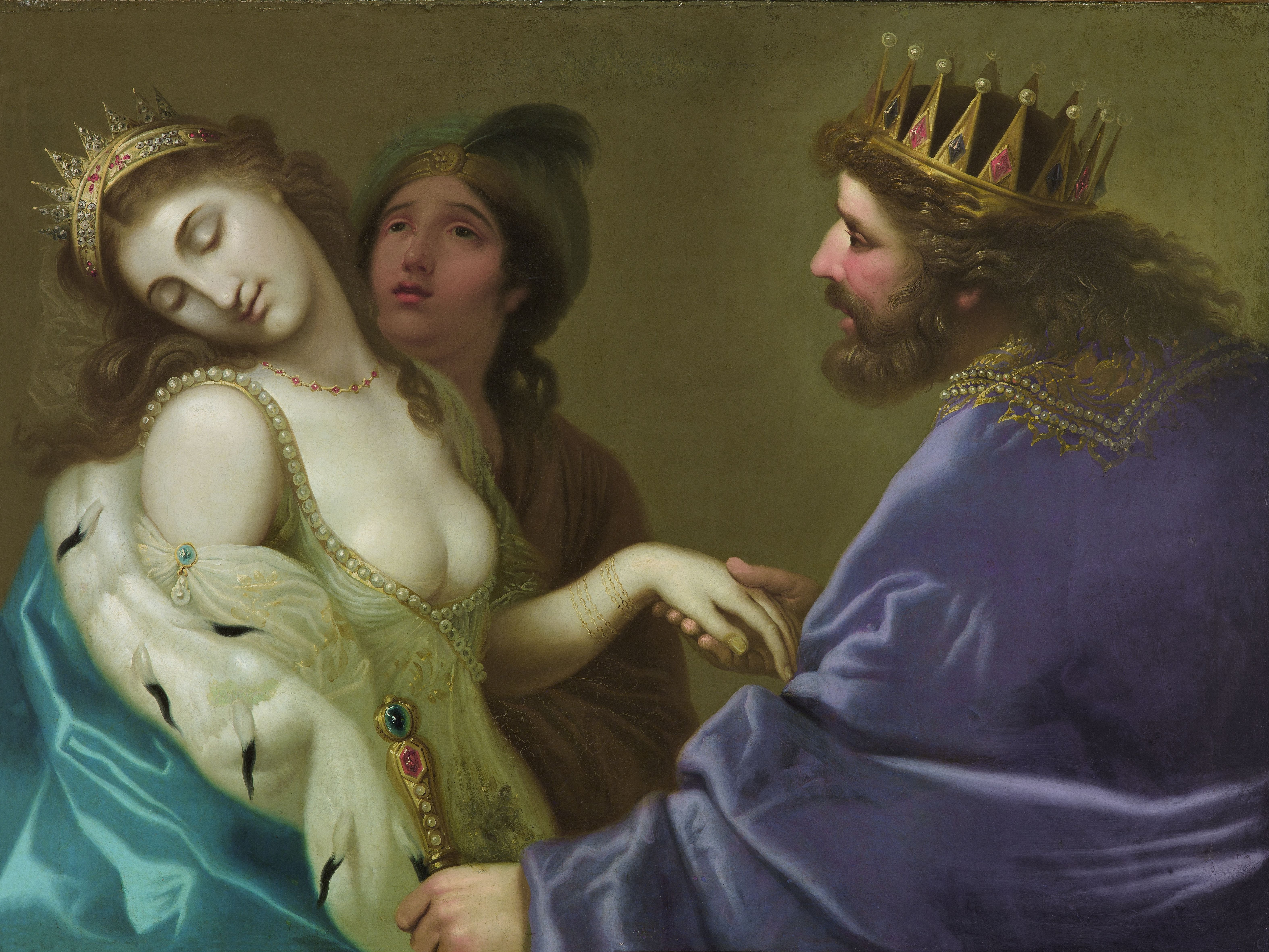
Estera mdlejąca przed Ahaswerem z 1778 r.
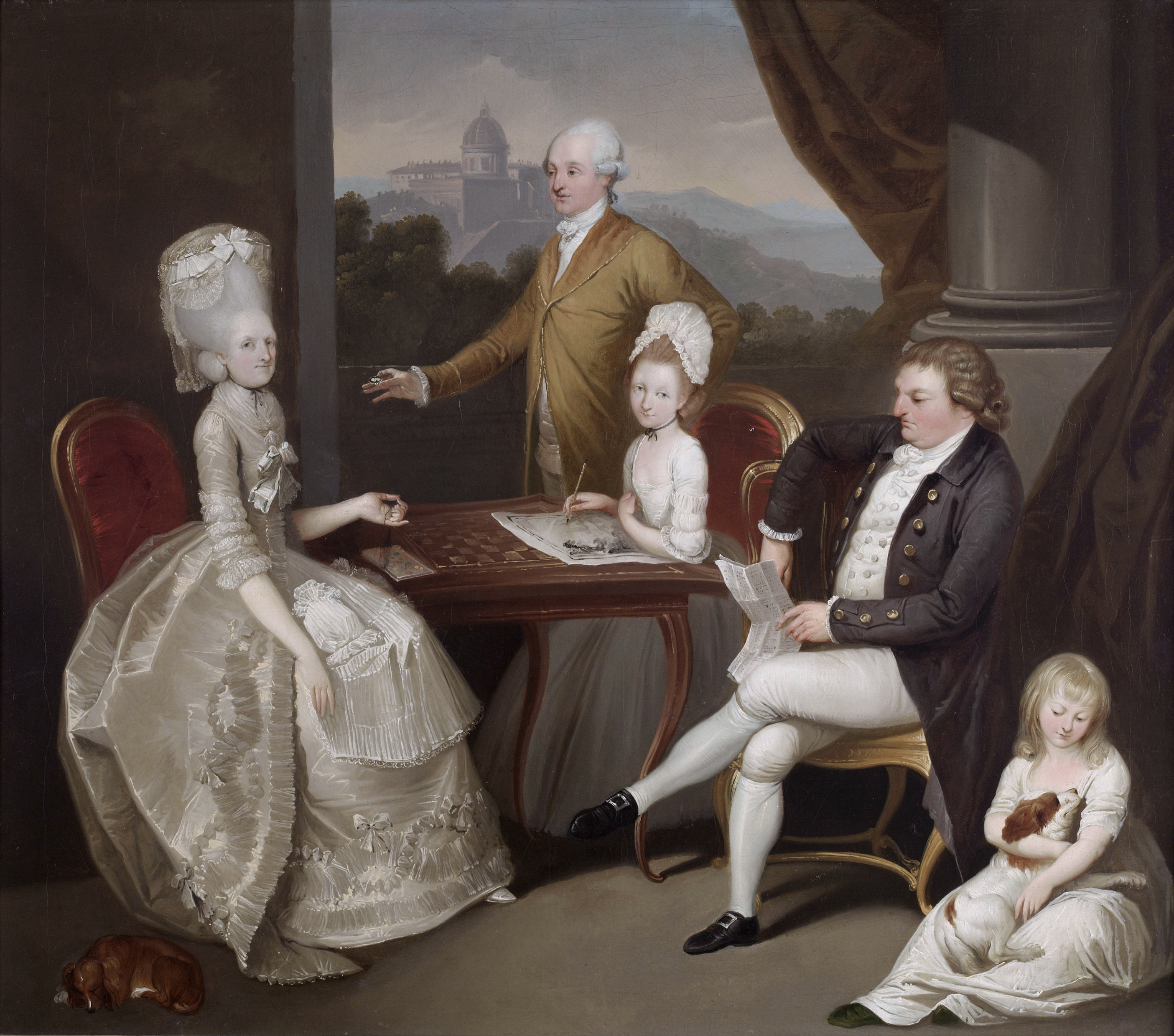
"Portret rodziny Aubrey Beauclerka w Rzymie" z około 1778-1779 r.
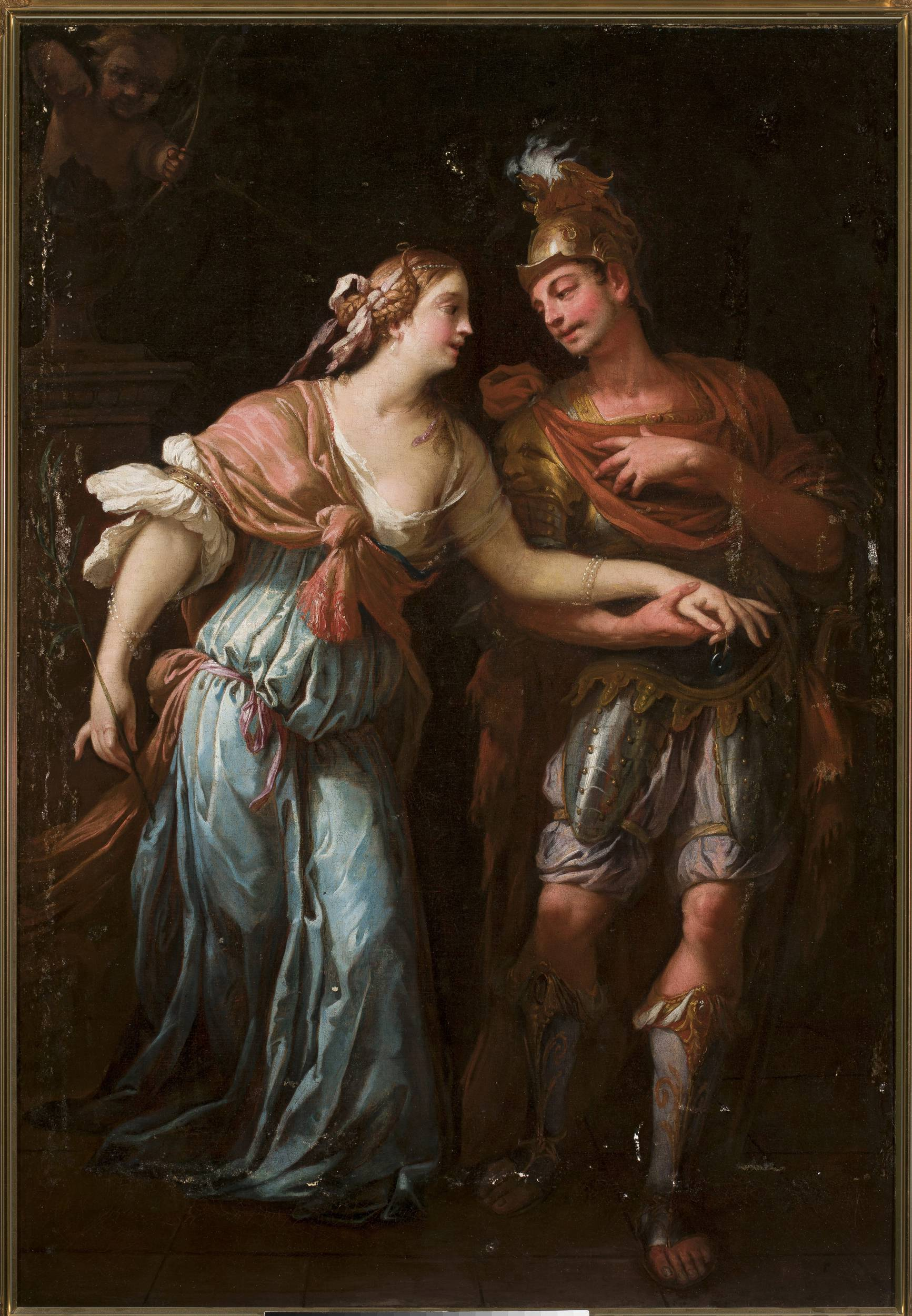
"Wenus i Mars" Muzeum Narodowe w Warszawie
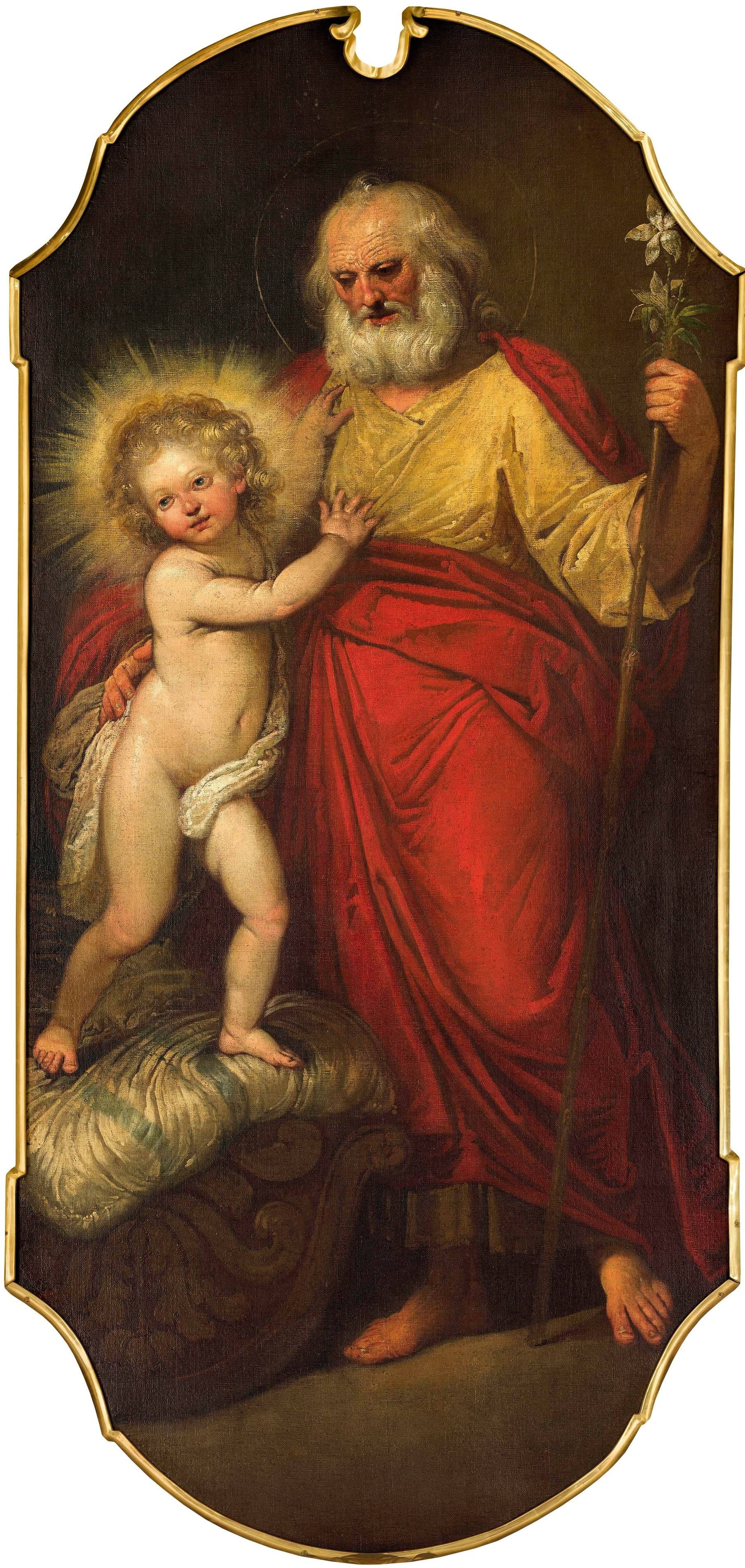
"Święty Józef" z około 1784 r. Muzeum Regionalne Ziemi Miechowskiej w Miechowie
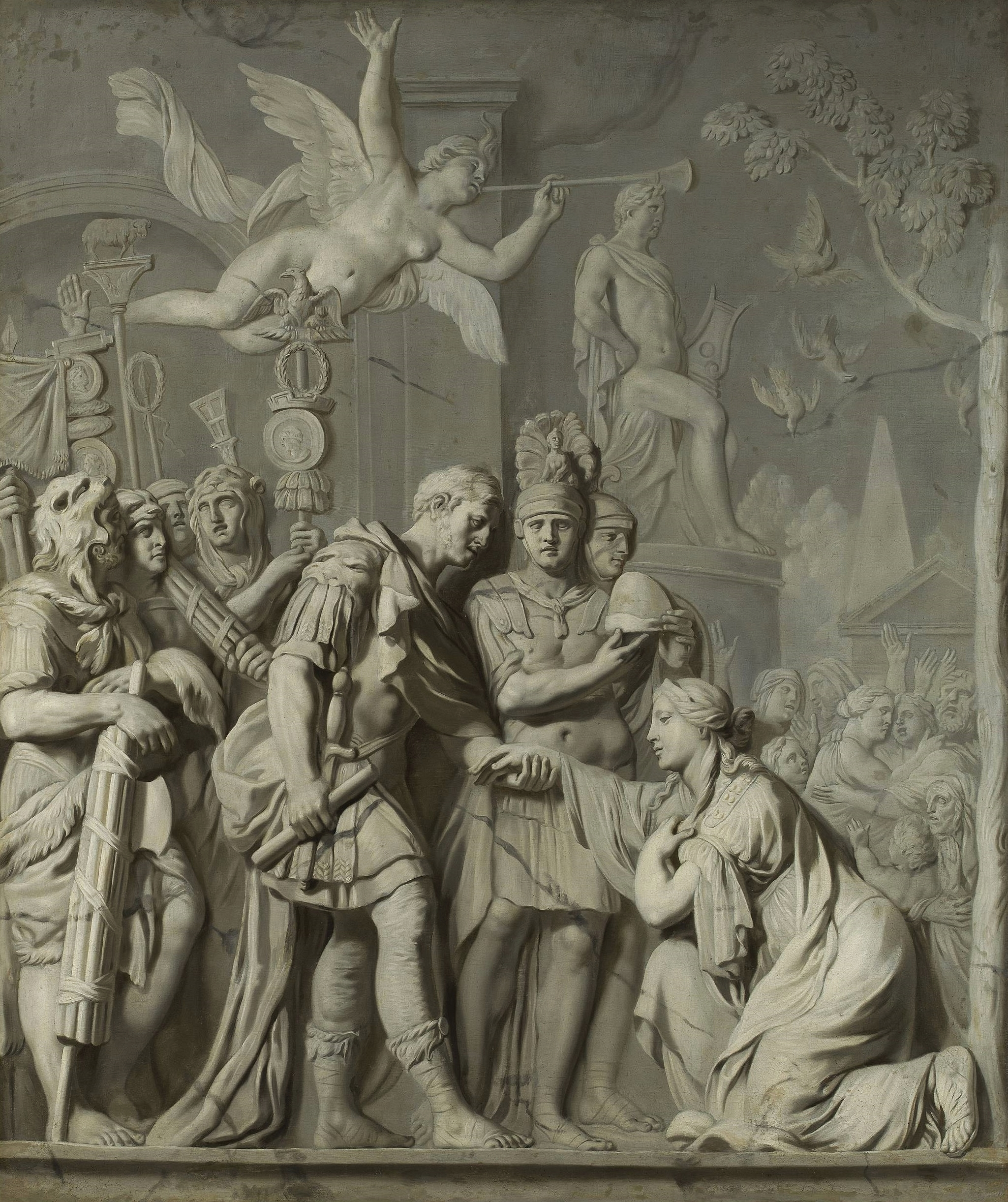
"Cesarz Tytus nadaje prawa Rzymianom" z 1785 r. Muzeum Narodowe w Warszawie
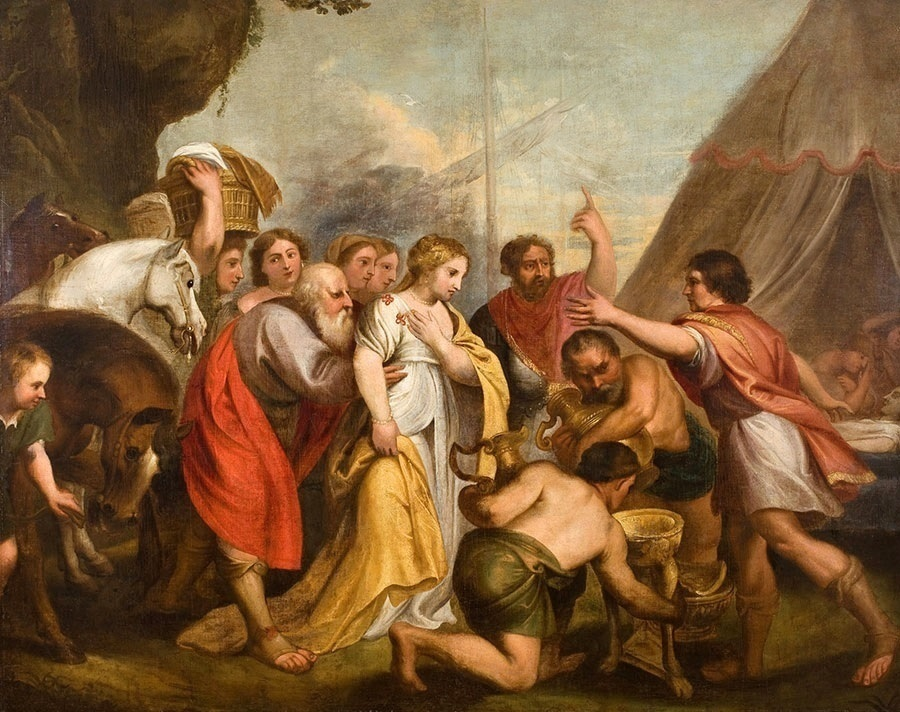
"Achilles przyjmuje posłów z darami od Agamemnona", po 1785 r. Muzeum Narodowe we Wrocławiu
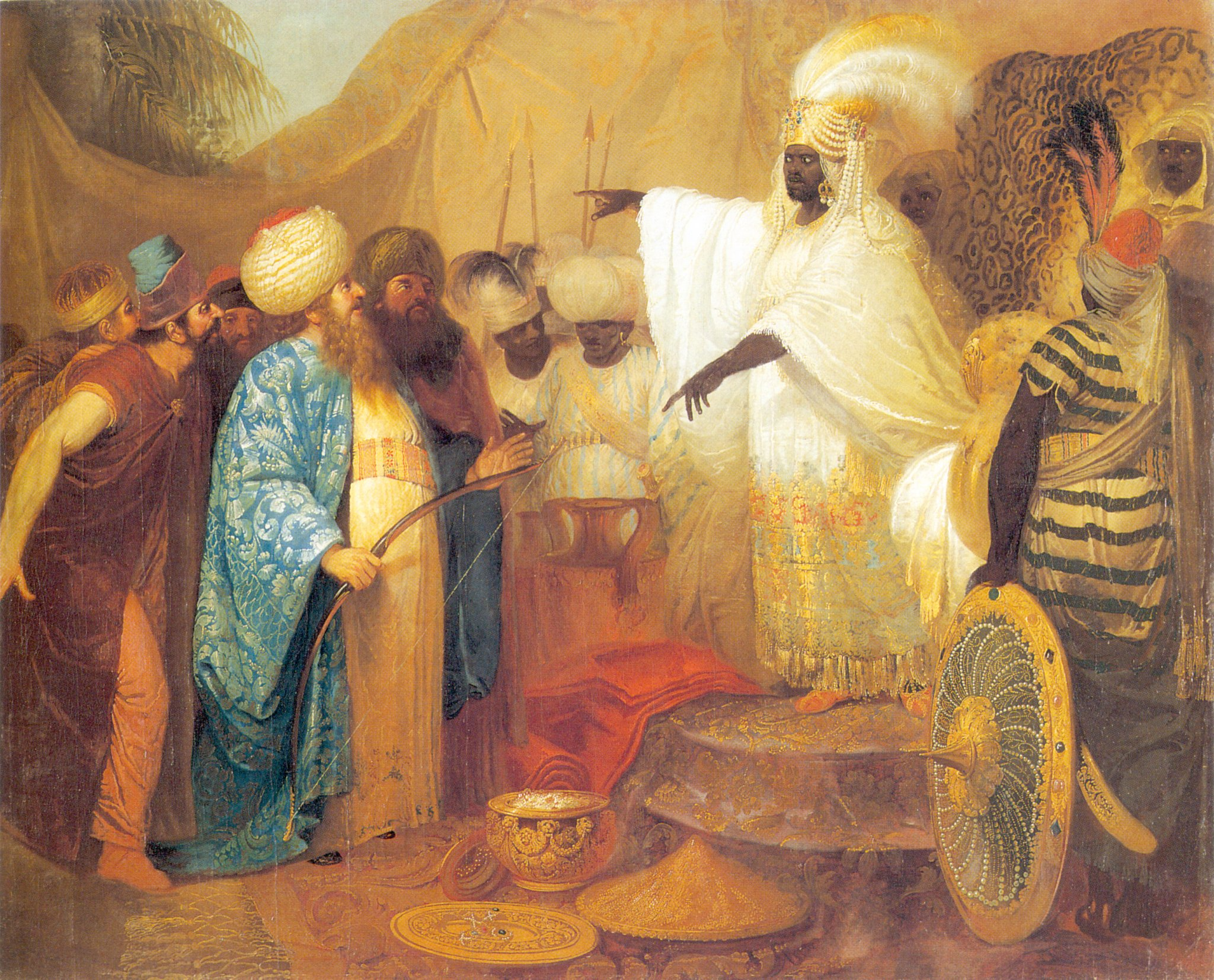
"Posłowie perscy u króla Etiopów", po 1785 r. Litewskie Muzeum Sztuki w Wilnie
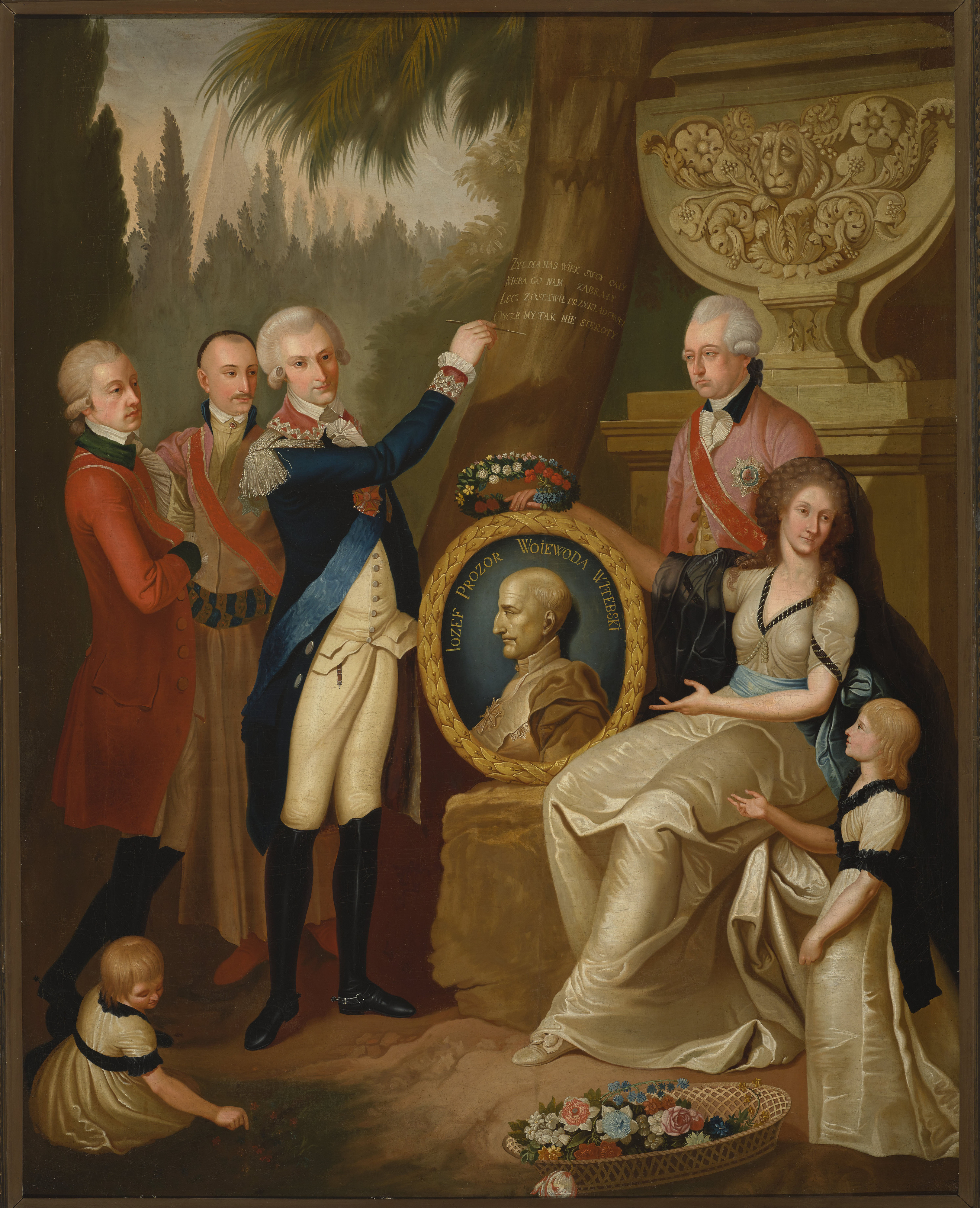
"Portret rodziny Prozorów" z 1789 r. Muzeum Narodowe w Warszawie
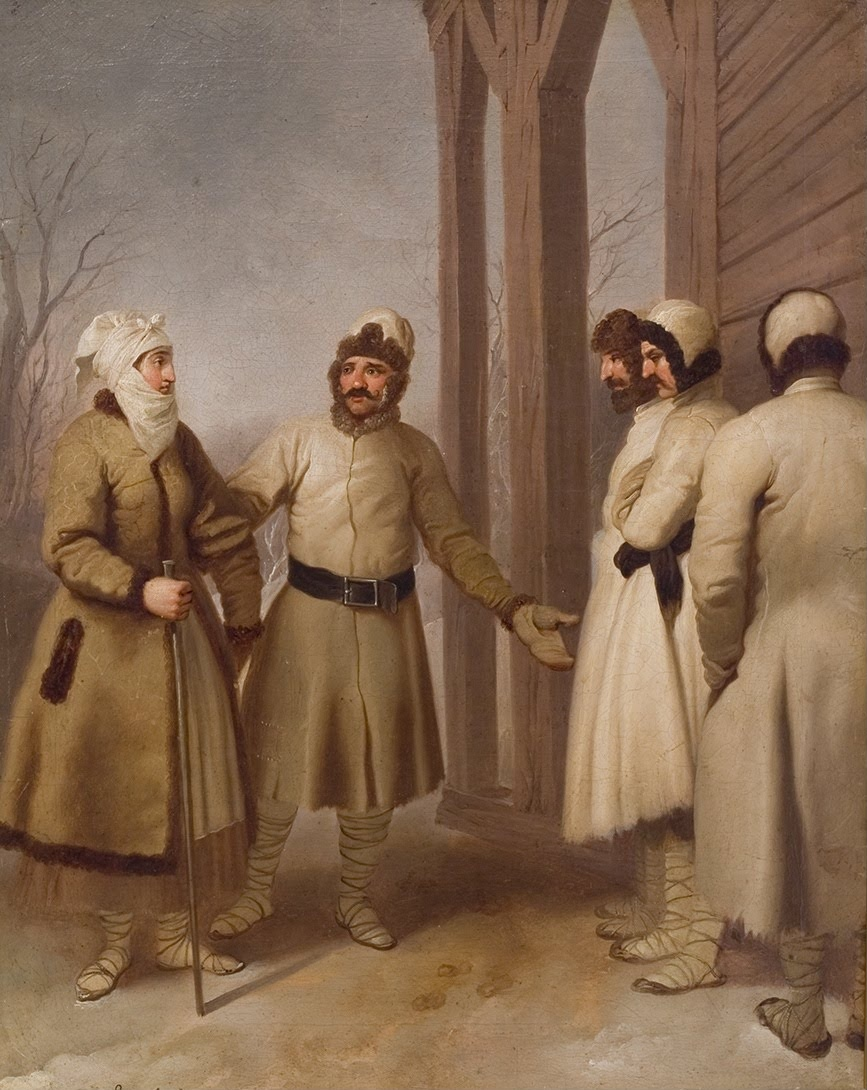
"Chłopi litewscy", Litewskie Muzeum Sztuki w Wilnie
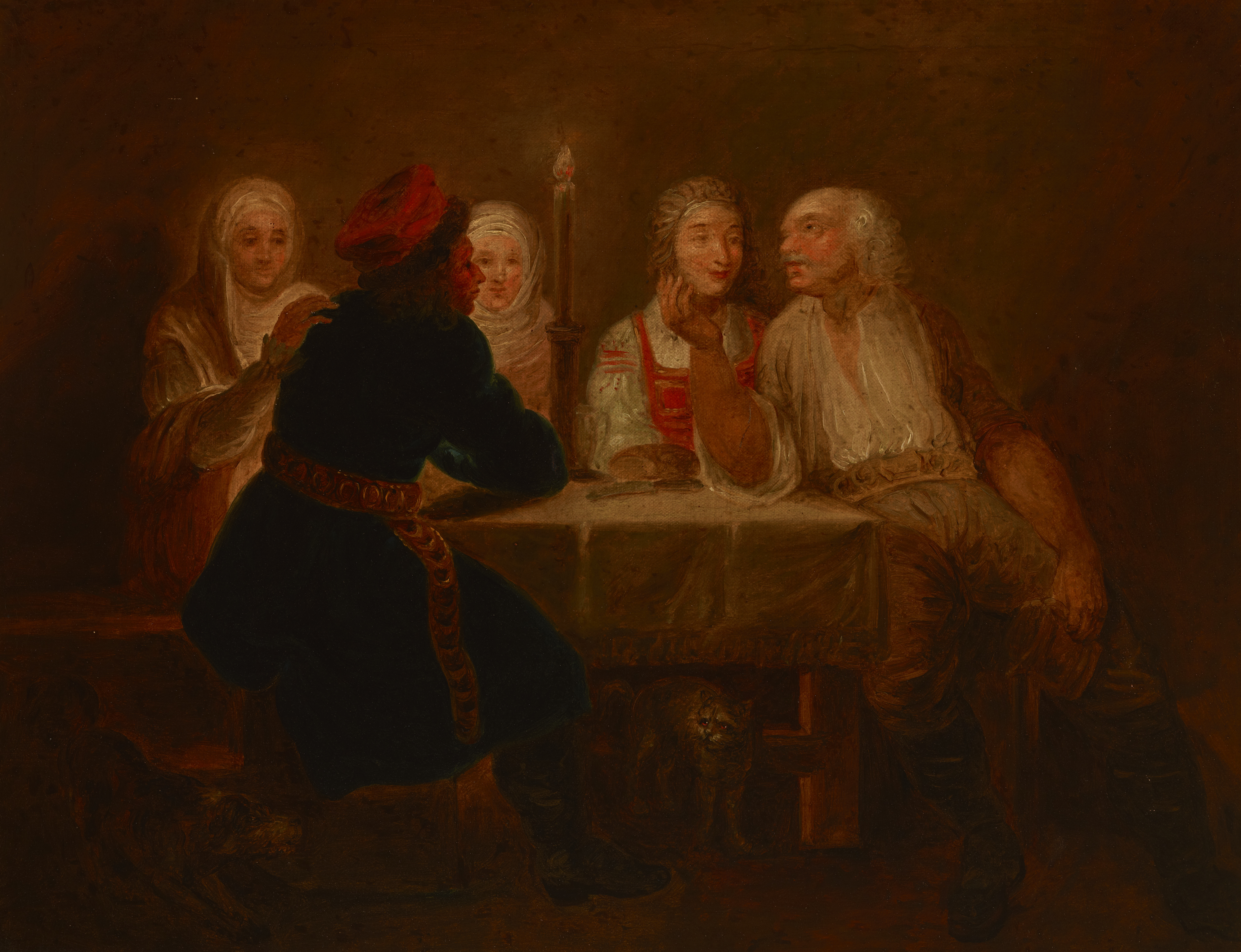
Chłopi w karczmie z około 1800 r. Muzeum Narodowe w Krakowie
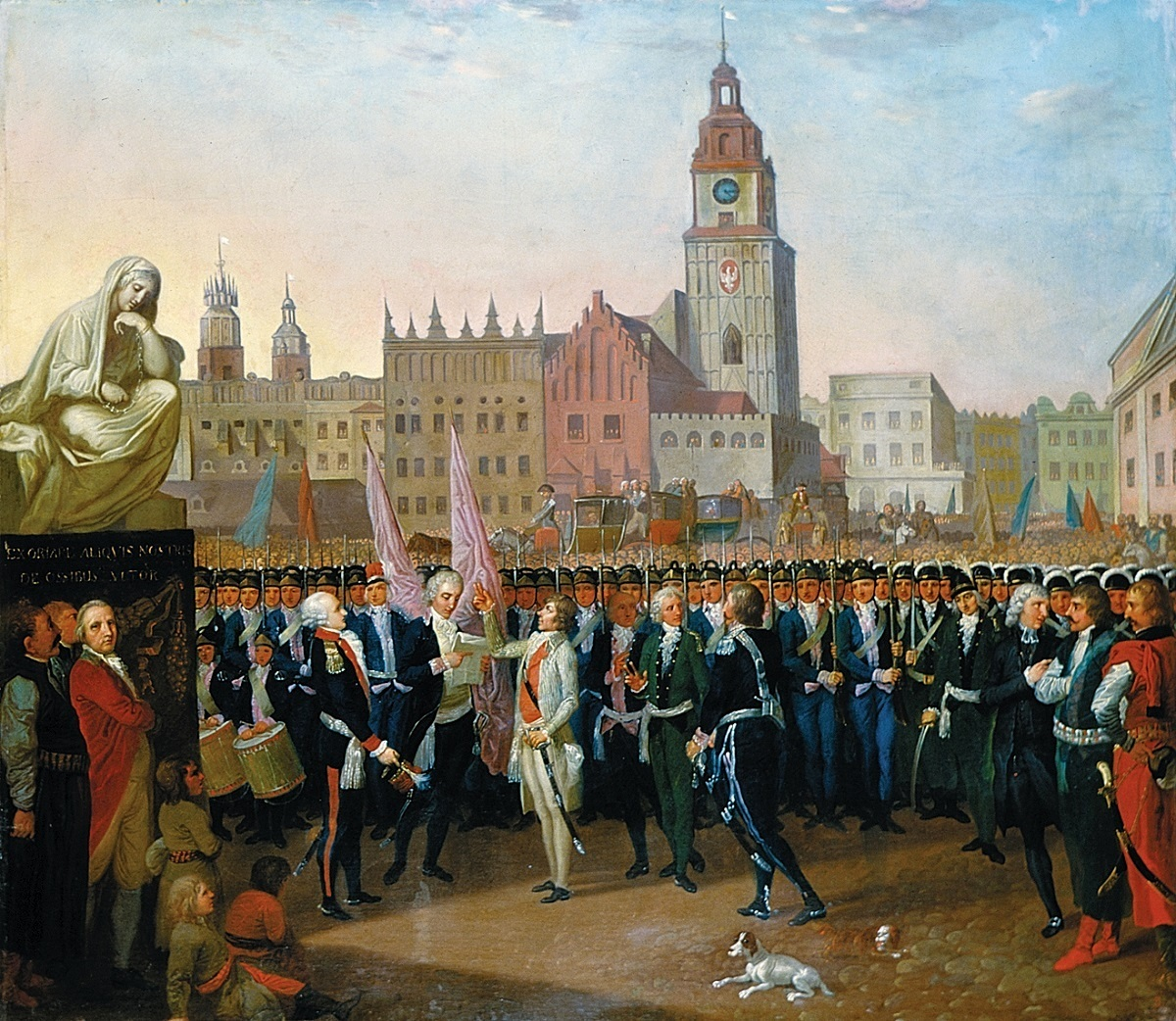
"Przysięga Kościuszki na rynku krakowskim 24 marca 1794" z 1797 roku Muzeum Narodowe w Poznaniu
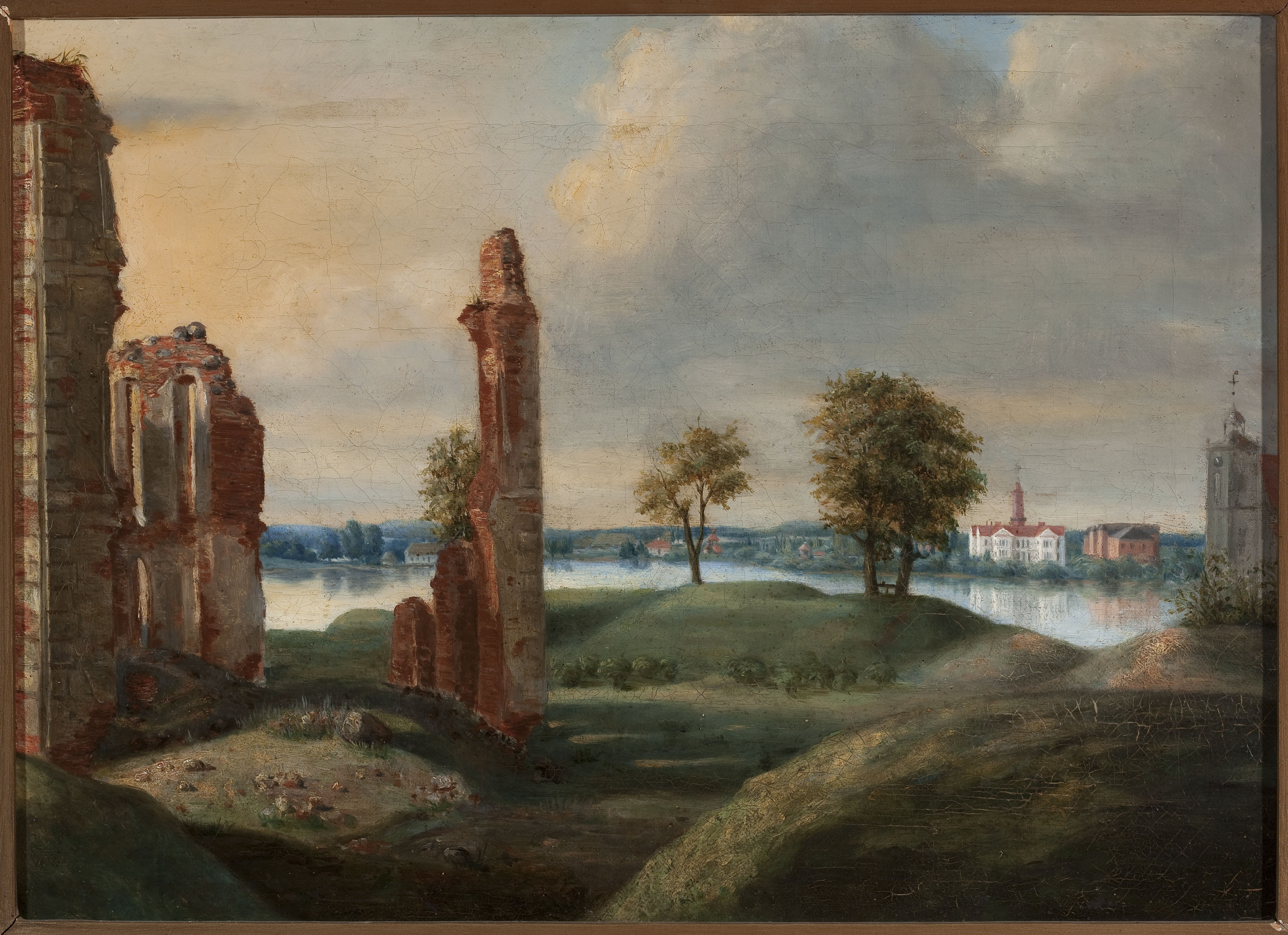
"Birże litewskie z ruinami zamku Radziwiłłów" z około 1800 r. Muzeum Narodowe w Warszawie